# استان کارتاگو
کارتاگو (به انگلیسی: Cartago) یکی از استان‌های کشور کاستاریکا است که در بخش مرکزی این کشور واقع شده‌است. این استان از شرق به استان لیمون و از غرب به استان سن خوزه محدود می‌شود. شهر کارتاگو مرکز این استان است که تا سال ۱۸۲۳ پایتخت کشور نیز محسوب می‌شد، اما در حال حاضر شهر سن خوزه پایتخت کاستاریکا است. کارتاگو وسعتی به مساحت ۳٬۱۲۴٫۶۱ کیلومترمربع را دربر می‌گیرد و جمعیتی آن بالغ بر ۴۹۰٬۹۰۳ نفر می‌باشد. این استان به ۸ کانتون تقسیم شده و از طریق یک بزرگراه چهار بانده به سن خوزه متصل است.